# Jan Drozdowski (pianista)
Jan Drozdowski (ur. 2 lutego 1857 w Krakowie, zm. 21 stycznia 1918) – polski pianista i pedagog.

## Życiorys
Był synem właściciela fabryki fortepianów. Studiował w Konserwatorium Wiedeńskim fortepian u J. Dachsa oraz teorię muzyki u Antona Brucknera. Po powrocie do Polski kontynuował studia u Aleksandra Michałowskiego. 1 grudnia 1889 roku objął i prowadził aż do śmierci klasę fortepianu w Konserwatorium Krakowskim.
W 1886 wydał Szkołę studiów na fortepian, ułożoną z etiud różnych kompozytorów, kilka lat później także Technikę gry na fortepian.
Do jego uczniów należał Adolf Chybiński.